# 孤児院
孤児院（こじいん、英語: orphanage または children's house）は、親や世話してくれる近親者のない子供、孤児を収容し、養護するための施設である。
日本においては、かつては1929年（昭和4年）4月2日公布、1932年（昭和7年）1月1日施行の救護法第6条に「本法ニ於テ救護施設ト称スルハ養老院、孤児院其ノ他ノ本法ニ依ル救護ヲ目的トスル施設ヲ言フ」と法令で定められた用語であったが、救護法は1946年（昭和21年）10月1日に失効し、同様の施設については1948年（昭和23年）1月1日施行の児童福祉法によって「養護施設」、1998年（平成10年）4月1日施行の同法改正によって「児童養護施設」と改称されている。
したがって、2016年現在においては、日本国内における孤児を保護する施設について表す場合には1947年（昭和22年）以前について表記する場合に用いるか、慣用的に用いられる用語である。諸外国における孤児を保護する施設については2016年現在においても、慣用的に訳語として用いられる。

## 日本
日本においては、奈良時代に83人の孤児を収容養育した和気広虫や淳和皇后などをはじめ、京都の悲田院や加賀の非人小屋など昔から寺社などに身寄りのない児童が引き取られていた。明確に孤児を保護する施設として設立された最初期のものとしては、19世紀半ばに千葉の大高善兵衛が孤児を養育することを記した看板を自宅の門に掲げ、乳母を雇って30人以上を育てた例のほか、1864年（元治元年）に小野他三郎（太三郎）が金沢で始めた小野救済所（1873年に小野慈善院）、1869年（明治2年）に松方正義によって日田県（大分県日田市）に設立された日田養育館または、1887年（明治20年）に石井十次により設立された岡山孤児院が挙げられる。1872年に生活困窮者の救済を目的に設立された東京市養育院に子供も含まれていたことから、1886年からは親のない児童の救護も同養育院で行なうようになった。また、1890年（明治23年）に発生した経済恐慌から1893年（明治26年）頃までの間の不景気の間にも、資本主義社会の急速な発達と社会福祉制度の不備から貧困住民が増大し、孤児や捨て子が大量に発生し、これらを救済する民間の孤児院が設立された。
第二次世界大戦後の一時期には戦争で両親を亡くした戦災孤児、日本人を母に、アメリカ軍兵士を中心とした父との間に生まれ、両親から見捨てられた混血孤児（GIベビー）が多く発生した。戦災孤児らの保護活動で知られた施設として、「障がい者福祉の父」とも呼ばれた糸賀一雄による近江学園（滋賀県湖南市）がある。設立当初から戦争孤児たちとともに、親のいる家出してきた子どもや障がい児が入園していたとされる。このほか沢田美喜により設立されたエリザベス・サンダースホームが挙げられる。
1948年（昭和23年）以降の孤児を保護する施設については児童養護施設を参照のこと。

## アメリカ合衆国
アメリカ合衆国における最初の孤児院は、1740年にジョージ・ホウィットフィールドにより設立されたべセスダ孤児院である。そのほかに著名な孤児院としてはネブラスカ州オマハのフラナガン神父の少年の町（Girls and Boys Town）がある。
近年では、孤児院という言葉にある差別的な語感から、英語表現としては "group home"が用いられることが多くなってきた。ただし、この表現は障害者の社会的自立のための共同住居、高齢者の共同生活住居などにも使われる。日本語では、「〜寮」と訳されることもあるが、カタカナ表記でも使われる。

## イギリス
イギリスにおける著名な孤児院としては1870年にトーマス・ジョン・バーナードによって設立されたバーナード・ホームがある。
リバプール近郊にはジョン・レノンがその近くで幼少時を過ごしたとされるストロベリー・フィールズ(en)があった。

## イタリア
第二次世界大戦の後、両親を失った子供たちを収容したイタリアの孤児院で、子供たちの成長や発達の遅れ、罹病率、死亡率が高く、まれには社会適応の不良行為少年なども見られた。
そのため世界保健機関がジョン・ボウルビィらに調査研究をさせた結果、子供たちのこうした現象が、最も親密な人間との離別や、それに伴う、保護が十分でない施設での生活によるものではないかとして、「母性的養育の剥奪」という幼児、児童の教育、ケアについての問題提起が盛んに語られるようになった。

## インド
インドで孤児を支援する団体で、日本人が関わっているものとしては、コルカタに孤児院を運営するドン・ボスコ希望の家、ヴィシャーカパトナムに孤児院を運営するエル・エンジェル国際ボランティア協会、そしてプネーに孤児院を運営する、母性的養育の剥奪への配慮を特色とするアシュレヤ・イニシアティブ・フォー・チルドレンなどが挙げられる。

## 開発途上国
開発途上国、後発開発途上国における児童福祉制度の整備の遅れから、孤児の保護をする施設が不足、または存在しないという問題が発生している。これらの問題解決のため、日本からもボランティア団体、NPOによる支援が行われている。

## 孤児院をテーマにした作品
- 小説
  - チャールズ・ディケンズ - 『オリバー・ツイスト』、『デイヴィッド・コパフィールド』
  - ジーン・ウェブスター - 『あしながおじさん』
  - ジョン・アーヴィング - 『サイダーハウス・ルール』
- ミュージカル
  - アニー
  - オリバー!
- 漫画
  - キャンディ・キャンディ
  - タイガーマスク
  - あしたのジョー
  - 約束のネバーランド
- アニメ
  - 私のあしながおじさん
  - 明日のナージャ
  - 天使の3P!
- 映画
  - 石井のおとうさんありがとう - 明治期に孤児院を創設し、3000人余の孤児を育てた石井十次の生涯を描く映画作品。
  - オリヴァ・ツイスト
  - オリバー!
  - アニー
- ドラマ
  - エンジン
  - 明日、ママがいない - 児童養護施設への差別、偏見、誤解を助長させるとして問題となった作品。
- 音楽
  - ストロベリー・フィールズ・フォーエバー